# Liste des maires de Thann
 (septembre 2024).
La liste des maires de Thann présente la liste des maires de la commune française de Thann, située dans la collectivité européenne d'Alsace en région Grand Est.

## L'Hôtel de ville

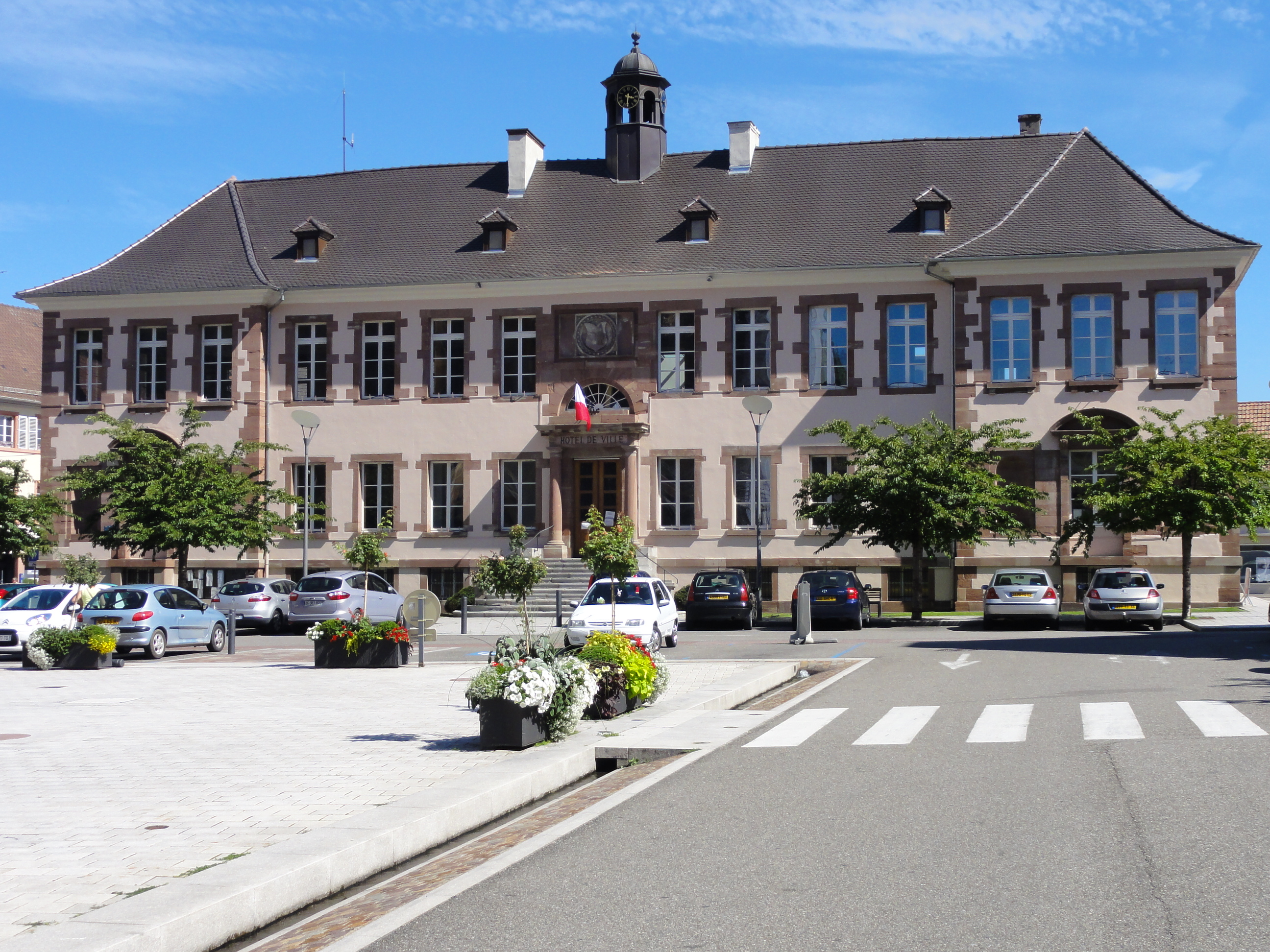
L'hôtel de ville.

## Liste des maires

### Entre 1790 et 1945
| Période          | Période                  | Identité                                   | Étiquette     | Qualité |
| ---------------- | ------------------------ | ------------------------------------------ | ------------- | --- |
| 1790             | 1790                     | Pierre Georges Monnin                      |               | |
| 1790             | 1790                     | Jean Thiébaut Rauch                        |               | |
| 1790             | 1791                     | Jean Thiébaut Bischoff                     |               | |
| 1791             | 1792                     | Guillaume Desmares                         |               | |
| 1792             | 1795                     | Thiébaut Hérisé                            |               | |
| 1795             | 1795                     | Antoine Spicher                            |               | |
| 1795             | 1797                     | François Ficht                             |               | |
| 1797             | 1797                     | Jean Thiébaut Bischoff                     |               | |
| 1797             | 1799                     | Jean Thiébaut Glodner                      |               | |
| 1799             | 1800                     | Jacques Sick                               |               | |
| 1800             | 1808                     | Vorle Fourcade                             |               | Ancien inspecteur des manufactures et du commerce                                                                                   |
| 1808             | 1817                     | Gaspard Muller                             |               | |
| 1817             | 1829                     | Nicolas François de Bonnay de Nonancourt   |               | Chevalier de l’ordre royal de Saint-Louis, de celui du Phénix de Hohenlohe-Bartenstein et de l’ordre impérial de Léopold d’Autriche |
| 1829             | 1832                     | Jérôme Billig (1770-1846)                  |               | Notaire royal |
| 1832             | 1834                     | Antoine Joseph Bécourt                     |               | Médecin |
| 1834             | 1842                     | François Joseph Ihler                      |               | Tonnelier, propriétaire |
| 1843             | mars 1856 (démission)    | Thiébaut Muller-Koch                       |               | Conseiller d'arrondissement (1848 → ?)                                                                                              |
| 10 mars 1856     | 1863                     | Jean Willig (1785-1863)                    |               | Aubergiste et fabricant d'huile Ancien adjoint au maire Chevalier de la Légion d'honneur                                            |
| 1863             | 1872                     | Louis Alexandre Henriet (1814-1895)        |               | Propriétaire, rentier |
| 1873             | 27 décembre 1877 (décès) | Jean Sonntag (1823-1877)                   |               | Cadre d'entreprise |
| 1878             | 1883                     | Daniel-Auguste Lauth (1837-1923)           |               | Ingénieur polytechnicien et des Ponts et Chaussées                                                                                  |
| 1883             | 1902                     | Jean-Baptiste Thomann (1821-1918)          |               | Industriel, directeur de l'usine de gaz                                                                                             |
| 1902             | 1907                     | Eugène Xavier Fluhr (1850-1923)            |               | Fabriquant, propriétaire de tissage                                                                                                 |
| 1907             | 1914                     | François Xavier Muller-Fichter (1847-1915) |               | Industriel |
| 1915             | 1918                     | Pierre Saint-Girons (1881-1966)            |               | Capitaine, maire militaire |
| 1918             | 10 décembre 1919         | Félix Winter                               |               | |
| 10 décembre 1919 | 12 février 1923 (décès)  | Adolphe Krumholtz (1849-1923)              |               | Tailleur Conseiller d'arrondissement (1919 → 1923)                                                                                  |
| 1923             | 1935                     | Jean-Baptiste Weiss-Blocher (1864-1951)    | UPR puis APNA | Entrepreneur Conseiller d'arrondissement (1928 → 1940)                                                                              |
| 1935             | 1936                     | Georges Kern (1864-1936)                   |               | Médecin |
| 1936             | 1944                     | Alfred Muller (1876-1950)                  |               | Industriel |
| 1944             | 1945                     | François Heiligenstein (1893-1980)         |               | Pharmacien |

### Depuis 1945
| Période        | Période                    | Identité                   | Étiquette                | Qualité |
| -------------- | -------------------------- | -------------------------- | ------------------------ | --- |
| avril 1945     | 2 octobre 1956             | Modeste Zussy              | MRP puis RPF puis RS     | Comptable Sénateur du Haut-Rhin (1948 → 1968) Conseiller général de Thann (1945 → 1976) |
| 2 octobre 1956 | 25 mars 1989               | Pierre Schielé,            | MRP puis CD puis UDF-CDS | Professeur de lettres, maire honoraire Sénateur du Haut-Rhin (1968 → 1995) Conseiller régional d'Alsace (1973 → 1986) Président du conseil régional d'Alsace (1977 → 1980) Président du SIVOM de Thann et environs (1962 → 1989) Élu à la suite d'une élection municipale partielle                 |
| 25 mars 1989   | 29 mars 2014               | Jean-Pierre Baeumler,      | PS                       | Principal de collège Député du Haut-Rhin (7e circ.) (1988 → 1993 et 1997 → 2002) Conseiller régional d'Alsace (1986 → 1998 et 2004 → 2010) Président du SIVOM de Thann et environs (1989 → 1992) Président de la CC du Pays de Thann (1993 → 2012) Président de la CC de Thann-Cernay (2013 → 2014) |
| 29 mars 2014   | 23 mai 2020                | Romain Luttringer (1951- ) | UDI                      | Directeur d’agence bancaire retraité Président de la CC de Thann-Cernay (2014 → 2020) Ancien maire de Willer-sur-Thur |
| 23 mai 2020,   | En cours (au 19 juin 2020) | Gilbert Stoeckel           | DVC                      | Retraité Premier adjoint au maire (2014 → 2020) 2e vice-président de la CC de Thann-Cernay (2020 → ) |

## Conseil municipal actuel
Les 29 sièges composant le conseil municipal ont été pourvus le 15 mars 2020 lors du premier tour de scrutin. Actuellement, il est réparti comme suit : 

## Résultats des élections municipales

### Élection municipale de 2020
|                          | Gilbert Stoeckel         | DVC                      | 1 174 | 58,29  | 23 | 7 |  |  |
| Thann, demain, avec vous |                          |                          | 1 174 | 58,29  | 23 | 7 |  |  |
|                          | Romain Luttringer *      | UDI                      | 840   | 41,70  | 6  | 2 |  |  |
| Thann, nouveaux horizons |                          |                          | 840   | 41,70  | 6  | 2 |  |  |
|                          |                          |                          |       |        |    |   |  |  |
| Exprimés                 | Exprimés                 | Exprimés                 | 2 014 | 95,54  |    |   |  |  |
| Votes blancs             | Votes blancs             | Votes blancs             | 47    | 2,23   |    |   |  |  |
| Votes nuls               | Votes nuls               | Votes nuls               | 47    | 2,23   |    |   |  |  |
| Total                    | Total                    | Total                    | 2 108 | 100,00 | 29 | 9 |  |  |
| Abstentions              | Abstentions              | Abstentions              | 3 348 | 61,36  |    |   |  |  |
| Inscrits / participation | Inscrits / participation | Inscrits / participation | 5 456 | 38,64  |    |   |  |  |
| * Liste du maire sortant |                          |                          |       |        |    |   |  |  |

### Élection municipale de 2014
|                                  | Romain Luttringer | UDI            | 1 946 | 68,06  | 25 | 9 |  |  |
| Ensemble pour Thann              |                   |                | 1 946 | 68,06  | 25 | 9 |  |  |
|                                  | Vincent Bilger    | DVG            | 913   | 31,93  | 4  | 1 |  |  |
| Thann 2014, sur la route de 2020 |                   |                | 913   | 31,93  | 4  | 1 |  |  |
|                                  |                   |                |       |        |    |   |  |  |
| Inscrits                         | Inscrits          | Inscrits       | 5 428 | 100,00 |    |   |  |  |
| Abstentions                      | Abstentions       | Abstentions    | 2 306 | 42,48  |    |   |  |  |
| Votants                          | Votants           | Votants        | 3 122 | 57,52  |    |   |  |  |
| Blancs et nuls                   | Blancs et nuls    | Blancs et nuls | 263   | 8,42   |    |   |  |  |
| Exprimés                         | Exprimés          | Exprimés       | 2 859 | 91,58  |    |   |  |  |

### Élection municipale de 2008
|                                | Jean-Pierre Baeumler * | PS             | 1 902 | 57,46  | 23 |  |  |  |
| Relevons de nouveaux defis     |                        |                | 1 902 | 57,46  | 23 |  |  |  |
|                                | Eugène Schnebelen      | DVD            | 1 408 | 42,54  | 6  |  |  |  |
| L'espoir d'une ville meilleure |                        |                | 1 408 | 42,54  | 6  |  |  |  |
|                                |                        |                |       |        |    |  |  |  |
| Inscrits                       | Inscrits               | Inscrits       | 5 339 | 100,00 |    |  |  |  |
| Abstentions                    | Abstentions            | Abstentions    | 1 801 | 33,73  |    |  |  |  |
| Votants                        | Votants                | Votants        | 3 538 | 66,27  |    |  |  |  |
| Blancs ou nuls                 | Blancs ou nuls         | Blancs ou nuls | 228   | 6,44   |    |  |  |  |
| Exprimés                       | Exprimés               | Exprimés       | 3 310 | 93,56  |    |  |  |  |
| * Liste du maire sortant       |                        |                |       |        |    |  |  |  |